# Szernur
Szernur (oroszul: Сернур, mari nyelven Шернур) városi jellegű település Oroszországban, Mariföldön, a Szernuri járás székhelye.
Lakossága: 8686 fő (a 2010. évi népszámláláskor).

## Fekvése
Joskar-Olától 90 km-re északkeletre, a Szergyaska – mari nyelven Шердеж (Sergyes) – folyó partján terül el. Itt vezet a Joskar-Olát a Vjatka völgyével és Kirovval összekötő P-172 (magyarul R-172) jelű országút. Szernurtól a szomszédos járások székhelyei alig 30–40 km távolságra vannak.

## Története
Az eredetileg Makar-Szola – oroszul Makarovo – nevű település templomát 1749-ben alapították. Ezt tekintik Szernur alapítási évének is. A mai név első része (Szer-, illetve Ser-) a folyónévből származik, második része (nur) mari nyelven 'mező'-t jelent. A fatemplomot 1754 végén szentelték fel, helyette 1825-ben kőből építettek templomot. Egy 20. századi kutató szerint Szernur szinte a marik Jeruzsáleme volt, vallási központnak számított. A kereszténység térhódítása idején is még sokáig élt bennük a pogány hitvilág, sajátos szertartásaikat is megőrizték.
1811-ben a települést még szinte kizárólag marik lakták. Egy helyi feljegyzés szerint 1860-ban főként gabonatermesztéssel foglalkoztak, rozst, búzát, árpát, zabot termesztettek. A termést közeli városokban és Kazanyban értékesítették. Meghonosodott és hagyománnyá vált a méhészet is.
1921-ben Szernur egy kanton székhelye lett és városi rangot kapott, de az 1926. évi közigazgatási reform során ismét falunak minősítették. Első ipari üzeme, a lenfeldolgozó 1931-ben kezdte meg a termelést.
1966-ban a falut városi jellegű településsé nyilvánították. Ugyanakkor adták át a kenyérgyárat, 1973-ban pedig a tejfeldolgozó üzemet, mely ma sajtgyárként működik. Az 1960-as évek végén új lakótelep (mikrorajon) építése kezdődött a település északkeleti szélén. A lakótelep 2–4 emeletes összkomfortos lakóházakból áll. Az 1990-es évektől kezdtek magánerőből is építkezni, főként egy-két emeletes kertes lakóházak épültek ilyen módon. Kialakult a kisebb háztáji gazdaságok rendszere, többnyire veteményes- és gyümölcsös kertekkel. Az 1990-es években bevezették a településre a földgázt.
Egyik iskoláját Nyikolaj Zabolockij költőről nevezték el, aki itt végezte az általános iskola első éveit (1910–1913 között).